# Jesús Lasterra
Jesús Lasterra González de Orduña (Madrid, 27 de enero de 1931-Pamplona, 28 de febrero de 1994) fue un pintor y grabador español, posiblemente el mejor paisajista de Navarra de la segunda mitad del siglo XX sucediendo a un Jesús Basiano que lo fue durante la primera.

## Biografía
Hijo único de Jesús Lasterra Sáenz, funcionario de telégrafos, oriundo de Caparroso, destinado en Madrid por esas fechas, casado en segundas nupcias con Luisa González de Orduña, procedente de Cantabria.  Junto con su madre, tras el estallido de la Guerra civil española, trata de escapar del frente de Madrid, junto al tenor Fleta para refugiarse en Navarra.
En 1940, antes de cumplir diez años, su familia se afinca en Pamplona y empezará sus estudios en los Escolapios de Pamplona y continuará el bachillerato en el Instituto Ximenez de Rada.

«Cierto día, como un recurso más, su padre le compró unos lápices de colores y un bloc de dibujo con la secreta esperanza de que pasara entretenido con ello algunos ratos. El bueno del padre no podía imaginar que aquel gesto suyo iba a ser absolutamente providencial para el devenir vital de su hijo.»

### Formación navarra
Siguiendo los pasos de artistas ya consagrados como Jesús Basiano y Antonio Cabasés, logra en 1949 un permiso del cabildo para pintar los Claustros de la Catedral de Pamplona.
En 1950 comienza sus estudios de pintura con el maestro Javier Ciga Echandi, donde acudía dos horas por la mañana y otras dos por la tarde, y simultáneamente en la Escuela de Artes y Oficios de la capital navarra con Gerardo Sacristán, quien viendo sus progresos, al igua que Ciga, le firmará un certificado para pedir una beca a la Diputación Foral de Navarra que le permitiera acudir a Madrid a continuar su formación. Sin esperar a ello, con todo, gracias al apoyo familiar, está instalado en Madrid ya en 1953. Al año siguiente, a pesar de los apoyos de tan grandes maestros, se le deniega la beca sin que ello impida que continue sus estudios y el desarrollo de su vocación.
En estos momentos su obra está más en la línea de Basiano, el gran paisajista, más que en la de su maestro Ciga cuyas obras (con figuras o escenas etnográficas) están más alejadas de la línea seguida por Lasterra.

### Formación madrileña
Así, ese año, 1954, realiza su primera exposición individual en Pamplona y vuelve a Madrid para completa su formación artística en la Real Academia de las Bellas Artes de San Fernando. Esta época fue provechosa tanto en su evolución artística como personal. Junto con José Antonio Eslava, que ya fuera compañero en el estudio de Ciga, se reúne una promoción de artistas que forjarán gran amistad hasta el punto que ambos conocerán y compartirán muchas vivencias con sus futuras respectivas esposas, María Ángeles Antuñano e Isabel Cabanellas. 
Entre los profesores de la época se encontrarán varios que han trabajado en su ciudad, en Pamplona. Entre sus formadores se puede citar a su director Julio Moisés, Enrique Lafuente Ferrari (Historia del Arte), Ramón Stolz (dibujo, autor mural de la bóveda del Monumento a los Caídos de Pamplona), Amadeo Roca Gisbert (dibujo), Joaquín Valverde (pintura), Joaquín Gurruchaga Fernández (Historia del Arte), Fernando Delapuente, Juan Adsuara (escultura, autor del Cristo del mencionado Monumento a los Caídos de Pamplona), Carlos Sáenz de Tejada, Manuel Álvarez Laviada (modelado, autor del Monumento a la Inmaculada en Pamplona).

### Etapa pamplonesa
En 1970 se estableció definitivamente en Pamplona donde no se moverá hasta su fallecimiento en 1994. Al año siguiente, el 9 de julio de 1971, nace su único hijo, Juan Pablo. Serán años de exposiciones continuas, especialmente la antológica de 1981 en la Ciudadela de Pamplona, de cultivar sus relaciones y amistades, del fomento de otras aficiones, como coleccionar soldaditos de plomo, etc. Así, en 1983 comienza a desarrollar una tardía faceta docente dentro de unos cursos de pintura enmarcados en un programa de educación permanente de adultos.
Hombre de especial sensibilidad en una entrevista de finales de 1982 la periodista señalaba:

“Ayer Lasterra no pudo pintar. Nunca lo hace cuando le hieren o cuando se producen hechos violentos y ayer, a la hora de la comida se enteró de que en Irún habían muerto dos personas a balazos. Para él se terminó, con la noticia, una tarde de enfrentarse con el lienzo. 

– No lo puedo remediar. Soy pacífico y no soporto la violencia. Dios me libre incluso de aparcar mal el coche. Los mismos pájaros lo saben, porque incluso a los golfos de los gorriones les toco el claxon cuando voy con el coche para que se aparten. En días como estos me voy al Cabezón de Echauri y me quedo pensando en lo bonito que sería que todo el mundo nos moviéramos mentalmente al unísono, cada uno con el sentimiento que le mueva, pero sin reñir ni luchar unos contra otros por necedades. No puedo con este mundo de barbarie mental”
Inés Artajo (Diario de Navarra, 30 de diciembre de 1982)

## Obra, premios y reconocimientos
En 1961, ganó el Primer premio de Grabado de la Dirección General de Bellas Artes, el Segundo premio Nacional de Grabado y la Tercera Medalla de la Asociación de Pintores y Escultores. En 1962, obtuvo el Primer premio de Grabado en la exposición Pintores de África. Fue pensionado por el Ministerio de Educación y Ciencia y viajó por el extranjero. En 1963 participa en Madrid en la exposición Tres pintores navarros, exposición conjunta con José María Ascunce y César Muñoz Sola.
A partir de 1969, fecha en la que consigue el 2º Premio Nacional de Grabado, no vuelve a participar en ningún premio ni concurso. Siguió pintando por España entera, centralizando su labor en su estudio de Barañáin en Navarra.
A lo largo de su vida, su lista de exposiciones es muy extensa a lo largo de toda España. Su obra está presente en numerosos museos nacionales y extranjeros, así como en muchas colecciones particulares.
Maestro también del grabado al aguafuerte, además de pintor al óleo, a la cera y al temple, aunque se mantuvo dentro de un estilo figurativo y realista, destacó principalmente como paisajista. Y con ello, los temas más presentes en sus cuadros son el paisaje de Navarra y las escenas costumbristas.
En noviembre de 2013 el Museo de Navarra realizó una microexposición de sus grabados. Poco después el atrio del Parlamento de Navarra mostró una selecta colección de 40 de sus paisajes de grandes dimensiones.